# Ehrenrunde

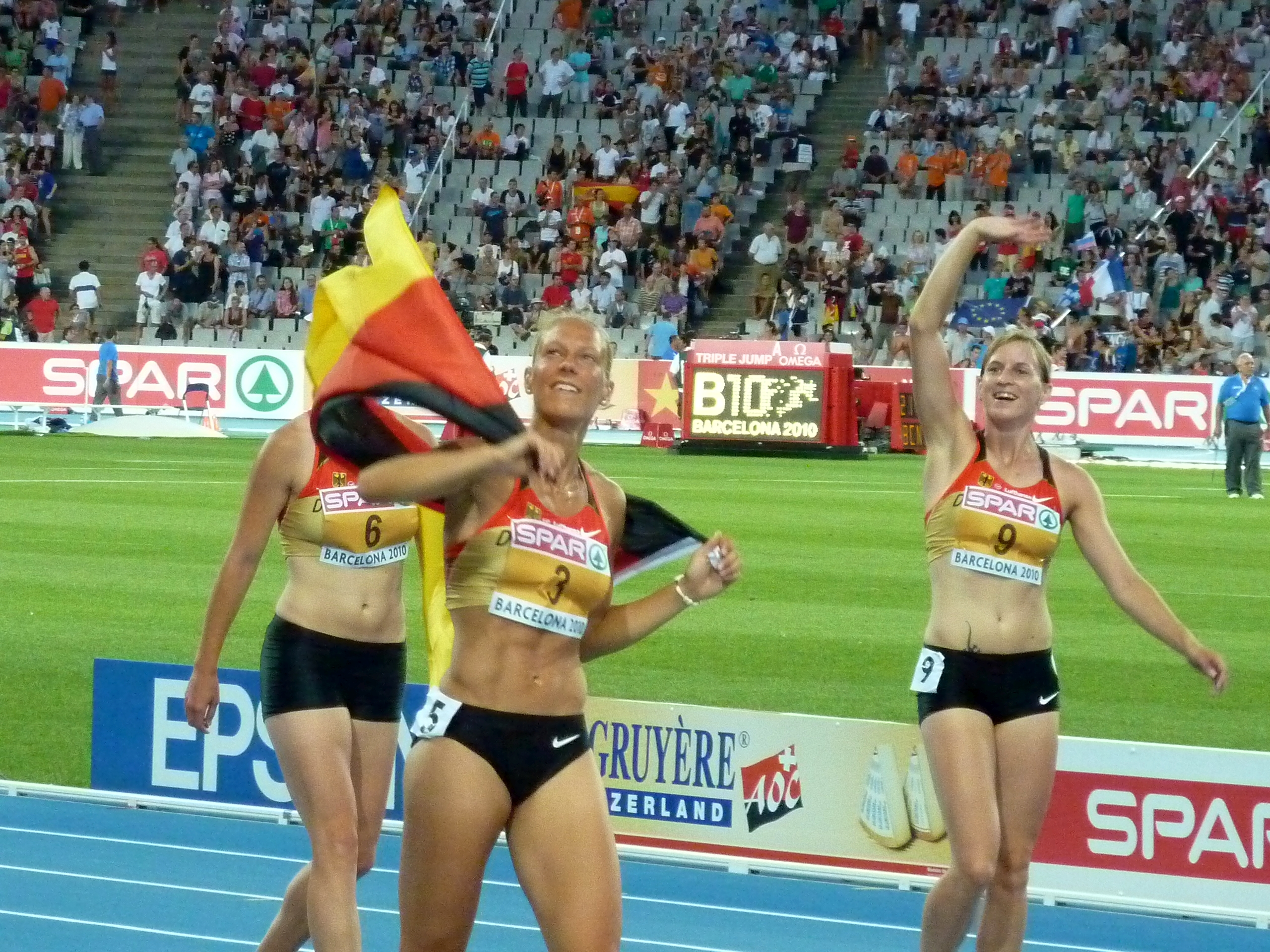
Deutsche Siebenkämpferinnen auf der Ehrenrunde bei den Europameisterschaften in Barcelona 2010. In der Mitte mit der Bundesflagge Jennifer Oeser, rechts daneben Claudia Rath

Eine Ehrenrunde ist das Ablaufen der Zuschauerfront nach Ende eines Sportwettbewerbes durch den Sieger, oft auch durch weitere Platzierte.
Der Name kommt daher, dass dabei meist eine zusätzliche Runde im Stadion ganz oder teilweise zurückgelegt wird, nachdem der Wettbewerb bereits das mehrfache Bewältigen des Stadionparkours erforderte, meist die 400-Meter-Bahn der Leichtathletik. Diese zusätzliche Runde wird in vermindertem Tempo absolviert. Sie erfolgt entweder im unmittelbaren Anschluss an den Wettbewerb oder nach einer Erholungsphase, meist jedoch noch in der Sportkleidung. Dabei werden die Teilnehmer der Ehrenrunde meist von großen Teilen des Publikums durch Applaus gesondert gewürdigt. Je nach Wettbewerb tragen viele Teilnehmer bei dieser Gelegenheit auch Geschenke wie Blumengebinde oder Abzeichen ihres Landes, meist in Form einer Fahne, mit sich. Die Teilnehmer werden oft von Journalisten, besonders von Kameraleuten, begleitet. Die Ehrenrunde ist freiwillig und erfolgt oft spontan. Bei vielbeachteten Wettbewerben größerer Sportereignisse ist sie üblich.
Als „Erfinder“ der Ehrenrunde gilt John Akii-Bua, der 1972 nach seinem Sieg im 400-Meter-Hürdenlauf bei den Olympischen Sommerspielen 1972 in München als erster Athlet eine Ehrenrunde absolvierte.
Davon abgeleitet bezeichnet der Begriff Ehrenrunde im übertragenen Sinne auch das Wiederholen eines Schuljahres nach einer Nichtversetzung.